# Histoire de la construction navale dans l'estuaire de la Loire

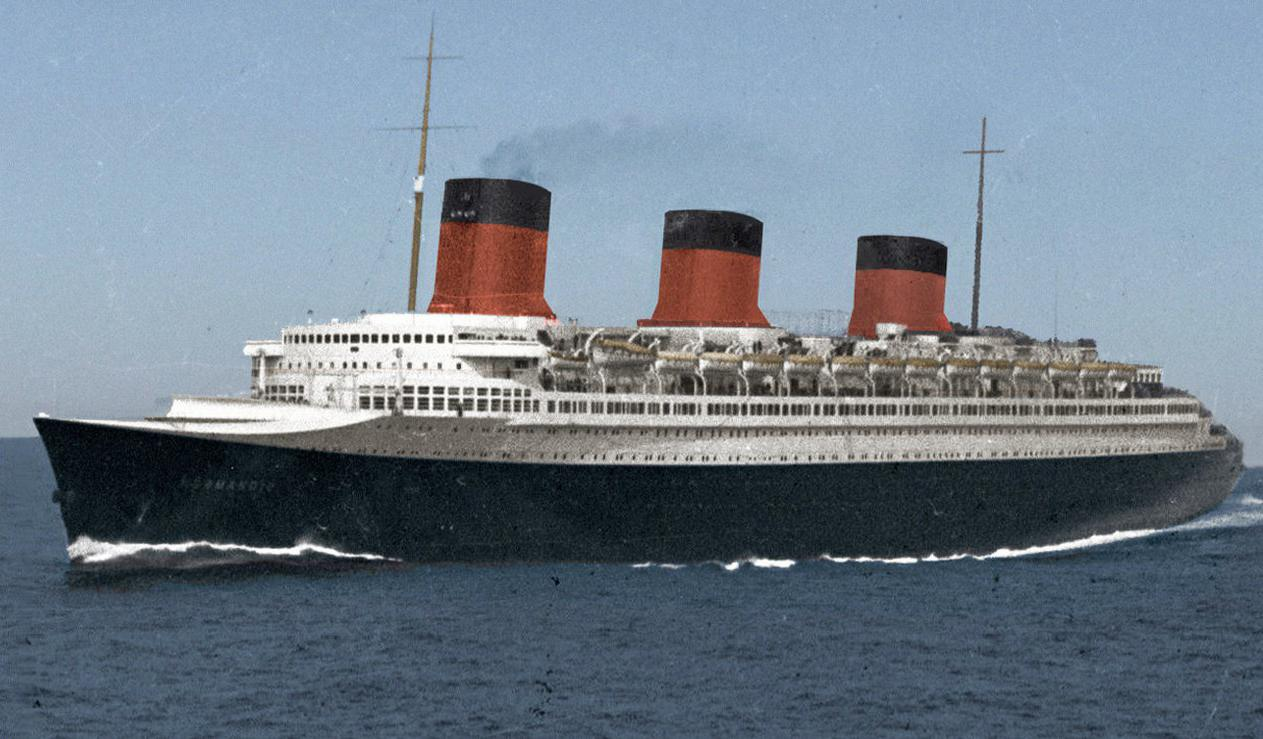
Le Normandie, lancé en 1932, construit par les Chantiers de Penhoët.

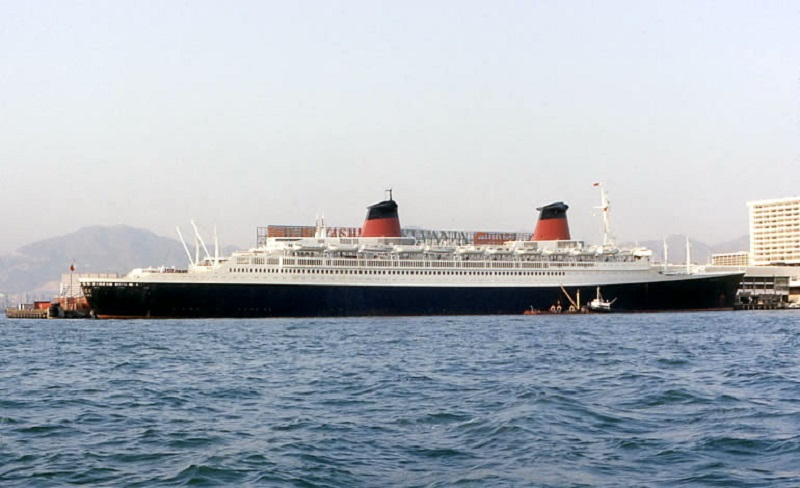
Le France, lancé en 1960, construit par les Chantiers de l'Atlantique.

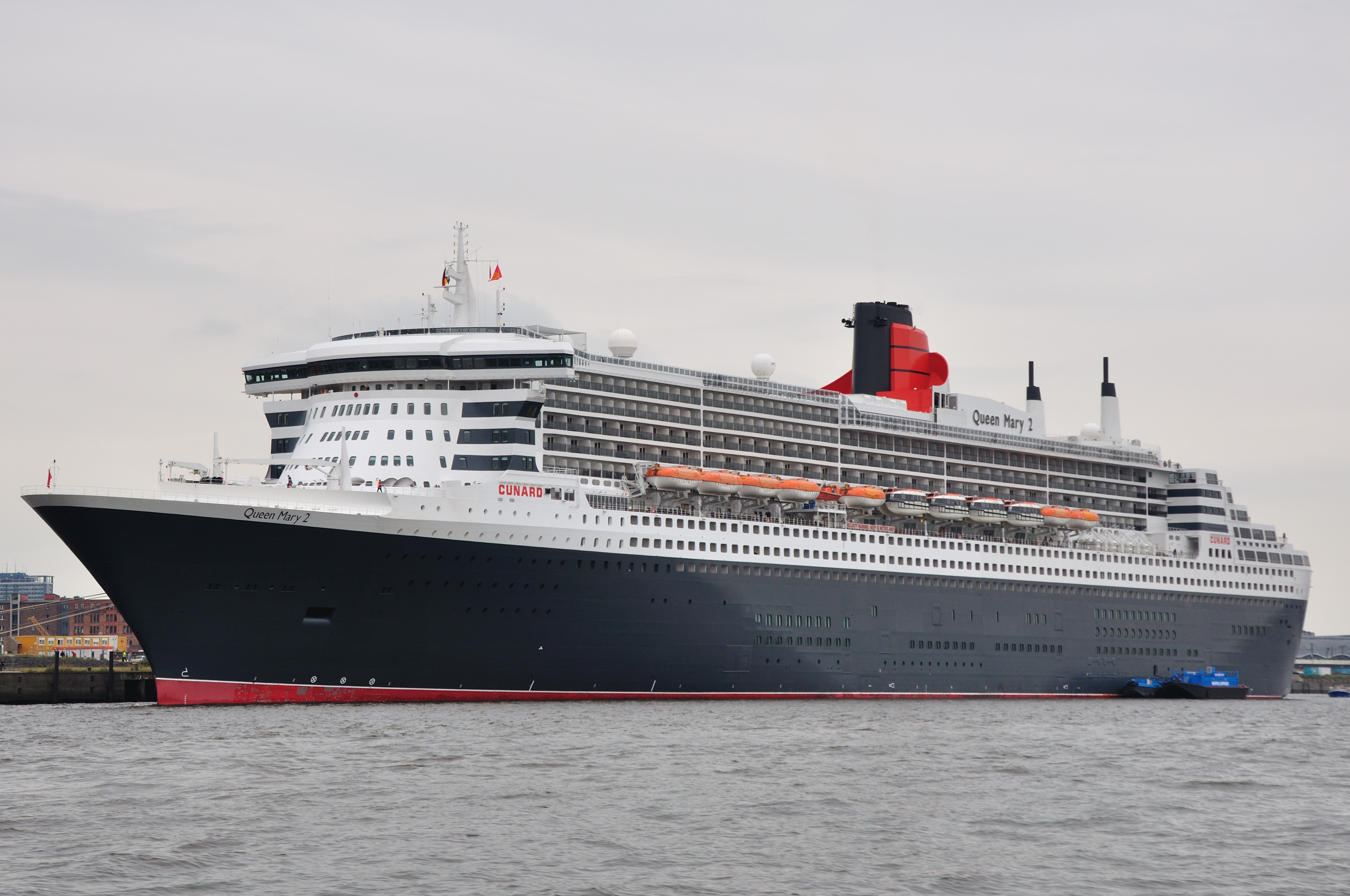
Le Queen Mary II, lancé en 2003, construit par les Chantiers de l'Atlantique.

L'activité de construction navale dans l'estuaire de la Loire a accompagné les besoins du transport fluvial et du transport maritime du port de Nantes initialement, puis du port de Saint-Nazaire à compter du XIXe siècle jusqu'à nos jours. Si la construction des navires de commerce a cessé à Nantes depuis 1987, Saint-Nazaire reste l'unique chantier naval de construction de paquebots en France et réalise occasionnellement des bateaux militaires.

## Historique

### Construction navale à Nantes
Dans l'Antiquité, le pays nantais joue un rôle lors de la campagne de Jules César en 56 av. J.-C. au début de la guerre des Gaules. Pour les besoins de la bataille navale de la guerre des Vénètes, les Romains arment une flotte de trirèmes aux formes fines, conçues pour éviter les bancs de sable. Ces navires sont peut-être construits à Prigny et à Ratiatum (Rezé), .
Au cours du Moyen Age, suivant le développement du port de Nantes, les premiers chantiers navals s’installent autour du Port-Maillard, au pied de l’actuel château des ducs de Bretagne. Les embarcations construites sont essentiellement des gabarres pour la marine de Loire, concernant le transport fluvial en amont et en aval de Nantes de sel et de vin. Avec le temps, les chantiers glissent vers l'aval au niveau du Port-au-Vin (l'actuelle place du commerce).
Au cours du XIVe siècle, Nantes accueille la construction de galères pour protéger sa marine marchande des actes de piraterie, dont la hausse accompagne celle des échanges commerciaux. Au moment de l'union de la Bretagne à la France, parachevée en 1532, Nantes devient une des deux bases des galères du royaume, pour l'Atlantique, l'autre étant le port de Marseille pour la Méditerranée. En 1583, les chantiers navals passent du Port-au-Vin à l'île Gloriette.
Au milieu du XVIIe siècle, le port de Nantes s'insère dans les circuits commerciaux du premier empire colonial français. Dans la deuxième moitié de ce siècle, Colbert accorde une prime pour la construction de navires de plus de cent tonneaux. La construction navale devient une priorité. A la fin de ce même XVIIe siècle, Nantes prend part au commerce triangulaire, relançant la demande des armateurs nantais en nouveaux bateaux. Les chantiers de l'île Gloriette devenus trop petits sont transférés en 1738 vers le quai de la Fosse en aval, sur la rive droite de l'embouchure de la Chézine, où se trouvent déjà des ateliers de réparation navale puis vers l’Hermitage sur le site de la Piperie à Chantenay. Concernant les plus grosses unités, tel que le "Saint-Étienne" de quatre cents tonneaux, elles sont construites sur un autre chantier naval aménagé dès le XVIIe siècle sur l'île d'Indret, .
Au XVIIIe siècle, Nantes devient le plus grand port en France, favorisant l'émergence de nouvelles entreprises de construction navale, telles que les Chantiers Dubigeon, fondés sur le bras de la Bourse en 1760. En 1777, la fonderie d'Indret est créée par décision du ministère de la Marine royale pour produire des canons destinés à la marine de guerre. De 1793 à 1821, la famille Crucy entreprend la création de plusieurs sites de construction navale sur l'estuaire : un chantier à Basse-Indre, le chantier de la Piperie sur le quai de la Sécherie (actuel quai Saint-Louis), un chantier dans le quartier du Haut-Paimbœuf, d'où sera lancée la frégate La Méduse en 1810, dont le naufrage en 1816 inspirera à Géricault le thème de son tableau Le Radeau de la Méduse. Le dernier site des Chantiers Crucy cède la place en 1822 aux forges de Basse-Indre.

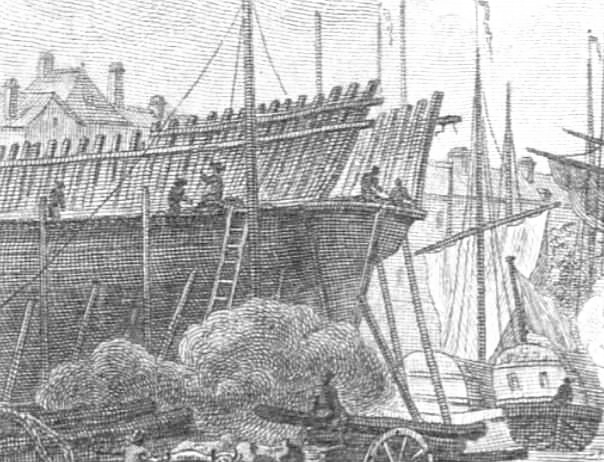
Chantier naval au quai de la Fosse en 1776.
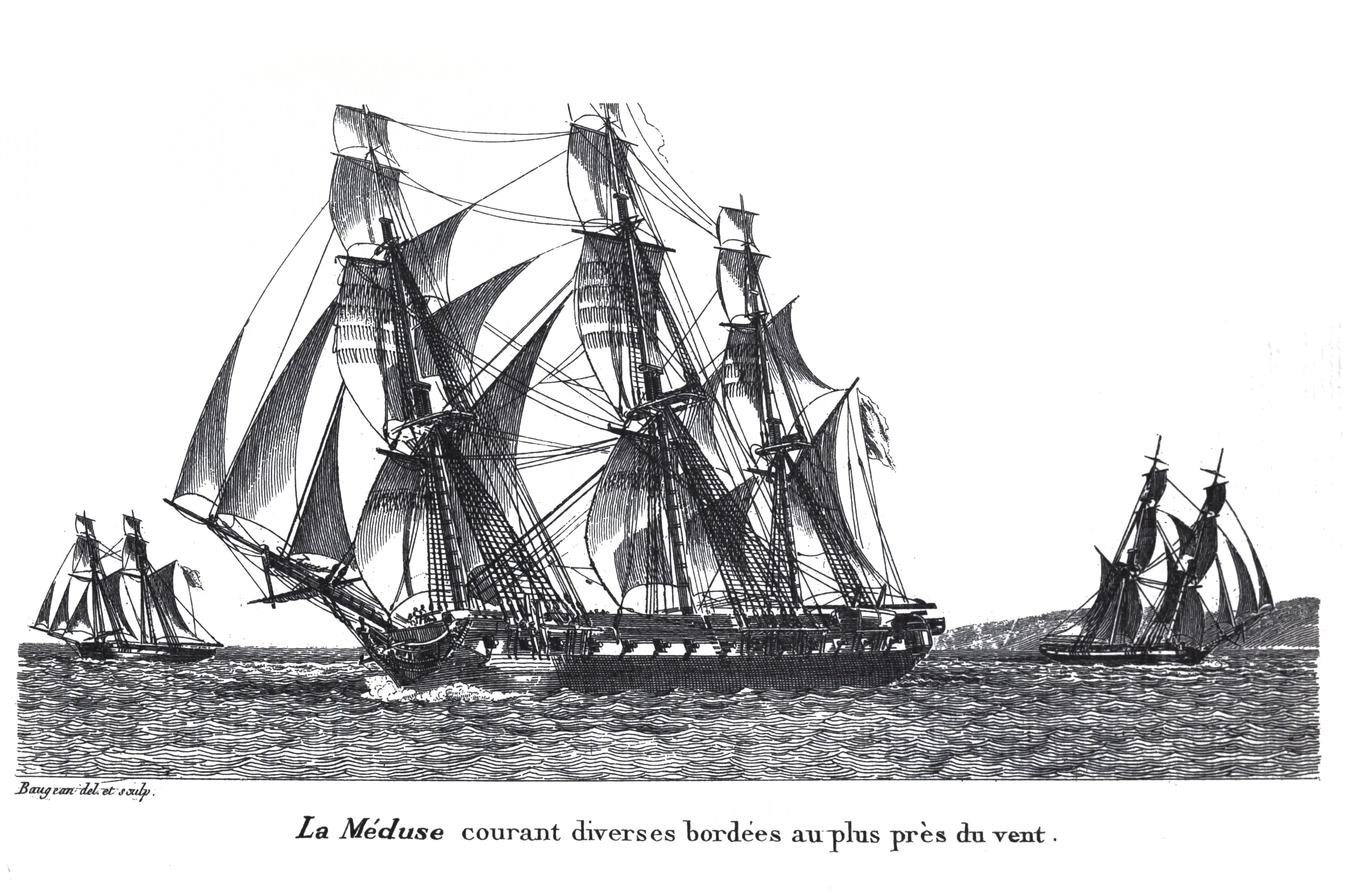
Frégate Méduse, construite aux chantiers navals de Paimbœuf.
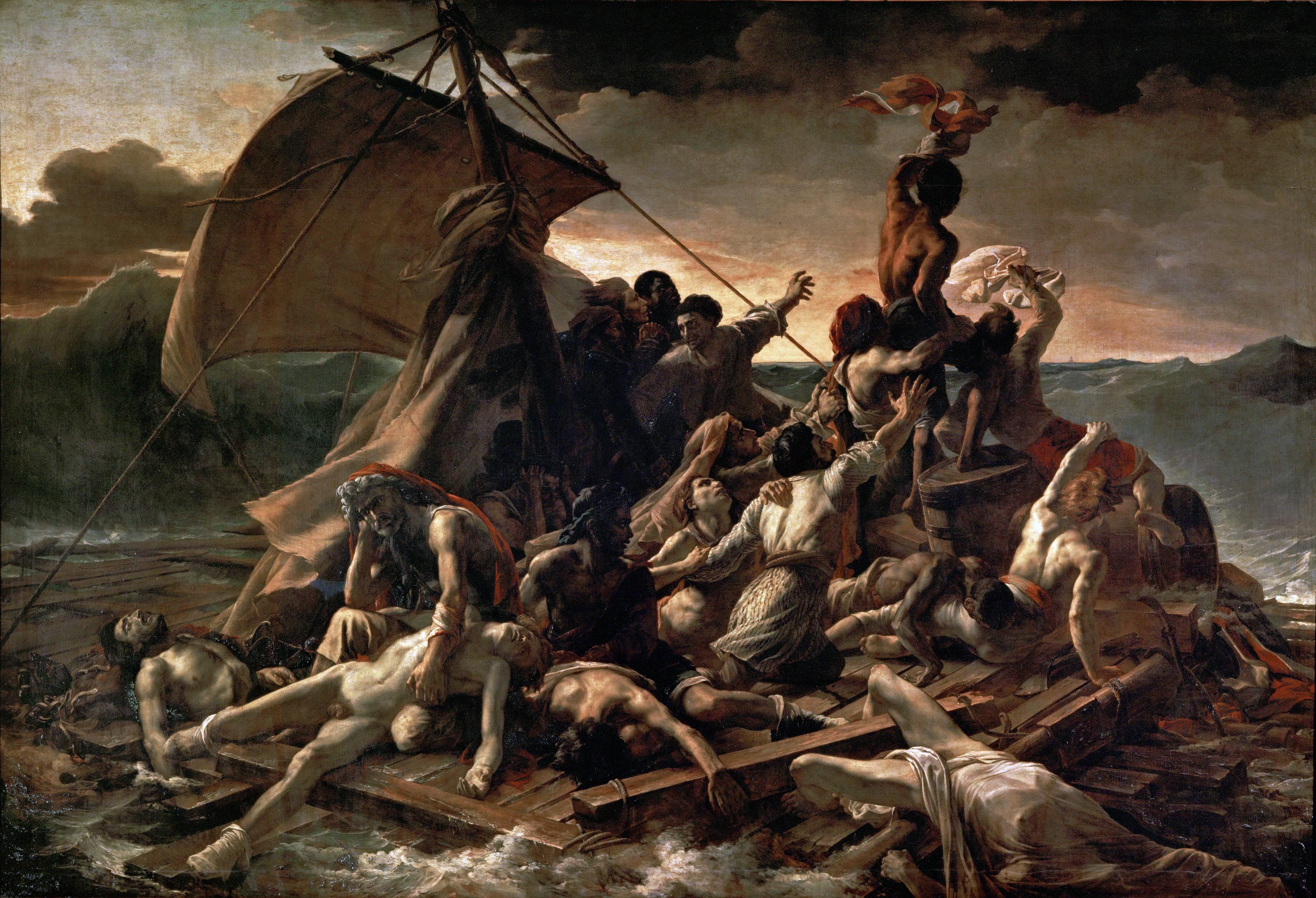
Le radeau de la Méduse, œuvre de Géricault exposée au musée du Louvre.

Au cours du XIXe siècle, le port change de modèle économique en raison de l'arrêt de la traite négrière (la dernière expédition au départ de Nantes date de 1833). S'il conforte sa position de port militaire, il entame aussi sa mutation et de port de commerce, il devient un port industriel, nécessitant la construction de nouveaux bateaux. Au milieu du XIXe siècle, la Basse-Loire lance un quart des navires français :
- sur le plan militaire, Ernest Goüin acquiert en 1856 le chantier naval Guibert sur l'île de la Prairie au Duc. Il y fonde des chantiers de construction de navires en bois et en fer, à voiles et à vapeur. Ses chantiers, où sont employés un millier d'ouvriers, construisent notamment des navires de guerre pour la marine impériale française (Classe Arrogante, etc.), ainsi que les gouvernements italien, russe ou bien égyptien. Les chantiers perdureront jusqu'en 1875.
- concernant la marine marchande, c'est l'âge d'or des cap-horniers. De nouveaux chantiers voient le jour :
  - les chantiers Dubigeon à Chantenay en 1846 où ils se spécialisent dans les grands voiliers[3]
  - les Chantiers de la Loire en 1881
  - l'Établissement de la Brosse et Fouché en 1895, repris par les Ateliers et chantiers de Bretagne en 1905
  - les Nouveaux chantiers nantais de Chantenay en 1899

Les capitaines et les marins des cap-horniers viennent de familles de Trentemoult, de Paimbœuf ou du Croisic. Le chantier d'Indret se spécialise quant à lui dans la fabrication de chaudières et de machines pour les navires de guerre.
Au début du XXe siècle, la construction navale et la métallurgie constituent deux piliers de l'économie de Nantes, qui ne cessent de croître pendant toute la première moitié du XXe siècle, même si les nouveaux développements se font davantage à Saint-Nazaire sur cette période. 
Pendant la Seconde guerre mondiale, Nantes tombe aux mains des Allemands le 19 juin 1940. Déclarée ville ouverte, elle n'est pas défendue et son industrie passe intacte à l'ennemi, pour qui le secteur de la construction navale est l'un des plus stratégiques. Dès le lendemain du début de l'Occupation, le 20 juin 1940, des officiers de la Kriegsmarine et de la Heer rencontrent le directeur des Chantiers de la Loire pour qu'il mette la production de son usine au profit du Reich. Le 22 octobre 1940, la Kriegsmarine passe commande de six remorqueurs de haute mer aux Ateliers et chantiers de Bretagne. Les sommes engagées dépassent les 150 millions de francs. Dans un même temps, les Allemands placardent sur les murs de la ville un avis demandant aux ouvriers de rester à leur poste. La ville est libérée le 12 août 1944. Dans les jours qui précèdent, les Allemands sabotent les ponts, infrastructures portuaires et chantiers navals.
La construction navale redémarre après-guerre, notamment soutenue par l'aide du plan Marshall, et atteint son apogée en 1955, employant alors 7 000 ouvriers à Nantes et 10 000 à Saint-Nazaire. A partir de là, les conditions évoluent rapidement : concurrence étrangère, types de navires commandés, techniques de construction et baisse des subventions étatiques affectent les chantiers navals, qui opèrent un mouvement de concentration d'où résulte la création des Ateliers et chantiers de Nantes en 1961 (à Saint-Nazaire, les Chantiers de l'Atlantique sont créés dès 1955), jusqu'à ce que le dernier site nantais, les Chantiers Dubigeon, cesse en 1987, refermant la page de la construction navale à Nantes. De nos jours, seul reste le site Naval Group Nantes-Indret spécialisé dans la propulsion nucléaire navale. La ville de Nantes conserve la mémoire de la construction navale en devenant propriétaire et en classant d'anciennes grues.

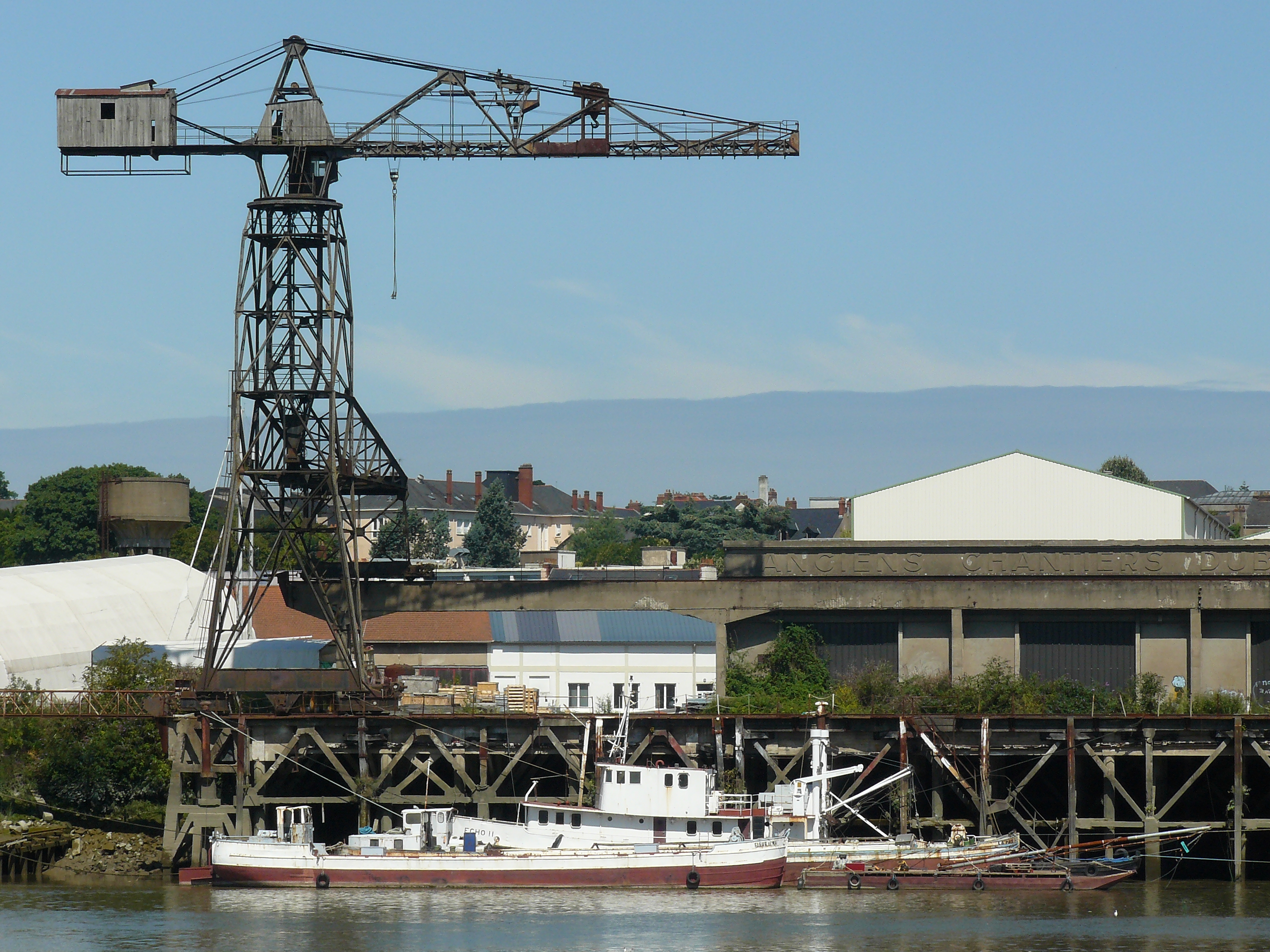
Grue marteau, dite grue noire, des anciens Chantiers Dubigeon à Chantenay, inscrite monument historique en 2018[6]. Érigée en 1942 elle sert à l'armement des navires jusqu'en 1967[7].
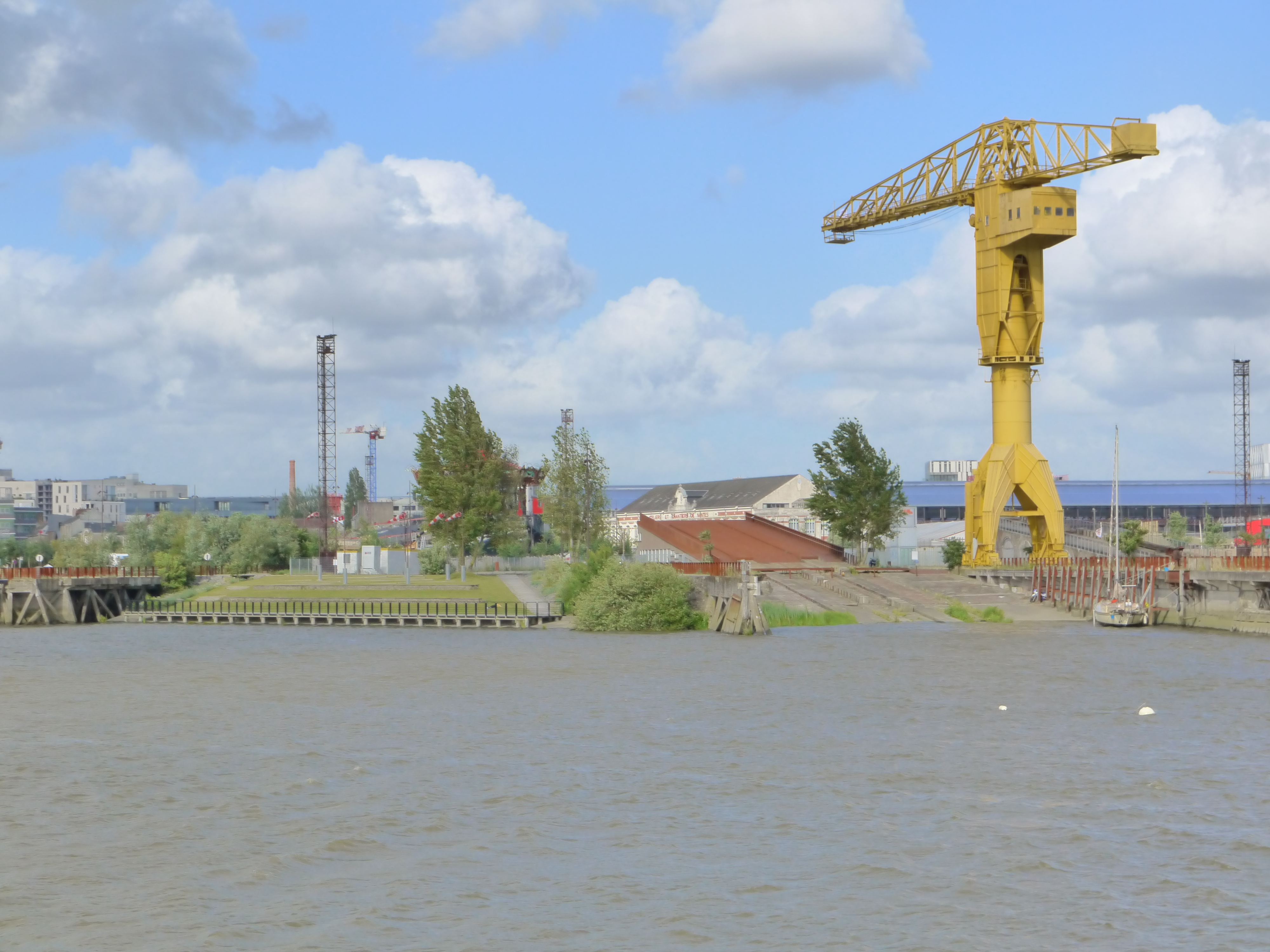
Grue jaune et cale de lancement des Chantiers Dubigeon sur l'île de Nantes. Construite en 1954, la grue est exploitée jusqu'en 1987 puis classée monument historique en 2018
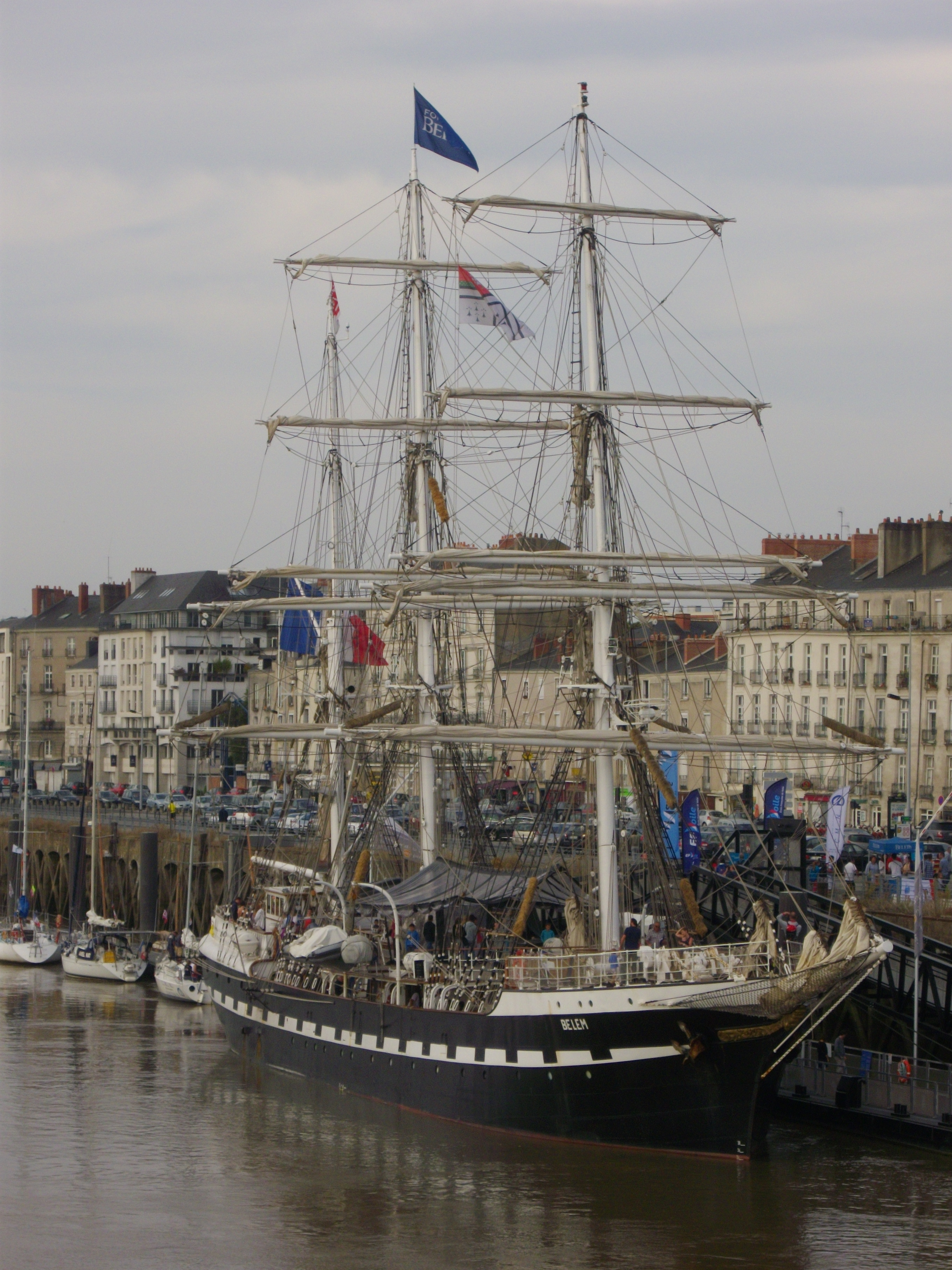
Le Belem amarré au quai de la Fosse, construit au chantier Dubigeon de Chantenay en 1896.

### Construction navale à Saint-Nazaire
L'agrandissement de la taille des navires et l'ensablement du lit du fleuve posent des problèmes croissants de navigation jusqu'à Nantes, ville située en fond d'estuaire de la Loire. Paimbœuf devient l'avant-port de Nantes au XVIIe siècle. À compter de 1732, des chantiers navals se succèdent ainsi rue Pitre Chevalier ou en amont dans le quartier du Haut-Paimbœuf. Mais la petite ville portuaire finit par être détrônée au XIXe siècle en tant qu'avant-port de Nantes par Saint-Nazaire, dont le premier bassin à flot est achevé en 1855, créant les conditions du lancement de liaisons transatlantiques et de la construction des paquebots nécessaires à cette nouvelle activité.

#### Origines
Au milieu du XIXe siècle, l'Angleterre occupe une position dominante sur le marché du transport transatlantique de passagers. Thomas Cunard et son petit-fils Samuel Cunard créent dès 1840 la compagnie maritime Cunard Line, qui inaugure la première liaison de bateaux à vapeur pour passagers civils entre l'Europe et l'Amérique du Nord,.
Les Anglais sont talonnés par les Allemands, qui leur disputent le leadership dans un contexte de rivalité entre les nations. Godefroy et Albert Ballin créent ainsi dès 1847 la société Hapag (Hambourg-American Line), qui se jette dans la course.
La France accuse un retard considérable par rapport aux puissances rivales et entre plus tardivement sur le marché : les Messageries maritimes ne sont créés qu'en 1851, suivies par la Compagnie générale maritime, fondée en 1855 par les frères Pereire (elle prendra le nom de Compagnie générale transatlantique en 1861). Côté anglais, la Cunard Line et la White Star Line disposent du potentiel des migrations irlandaises aux États-Unis tandis que du côté allemand, Hapag et la Norddeutscher Lloyd puisent dans l'immense réservoir d'émigrants d'Europe centrale, contrairement à la France, qui ne dispose ni de colonies importantes outre-Atlantique, ni d'un nombre élevé de candidats à l'émigration. Les frères Pereire comprennent qu'ils ont tout intérêt à se centrer sur un service de paquebots financé par des conventions postales. En 1860, ils renégocient une convention avec l'État dans laquelle la compagnie s'engage notamment à desservir pendant vingt ans la ligne entre Saint-Nazaire et les Antilles, le Panama et le Mexique. Le transport de passagers et du courrier est réalisé par les mêmes navires. La convention fait obligation à la compagnie de construire la moitié de sa flotte en France.
Or à l'époque, le savoir-faire est inégalement réparti pour construire des navires modernes (c'est-à-dire à la vapeur avec une coque métallique) en France. La Compagnie générale transatlantique, obligée par Napoléon III d'assurer la ligne pour avril 1862, commence par acheter en Angleterre 4 paquebots. Cette ligne est lancée le 14 avril 1862, vers Veracruz au Mexique. Pour pouvoir acheter ses paquebots en France, la CGT doit développer un chantier de construction navale au plus proche, c'est-à-dire Saint-Nazaire.

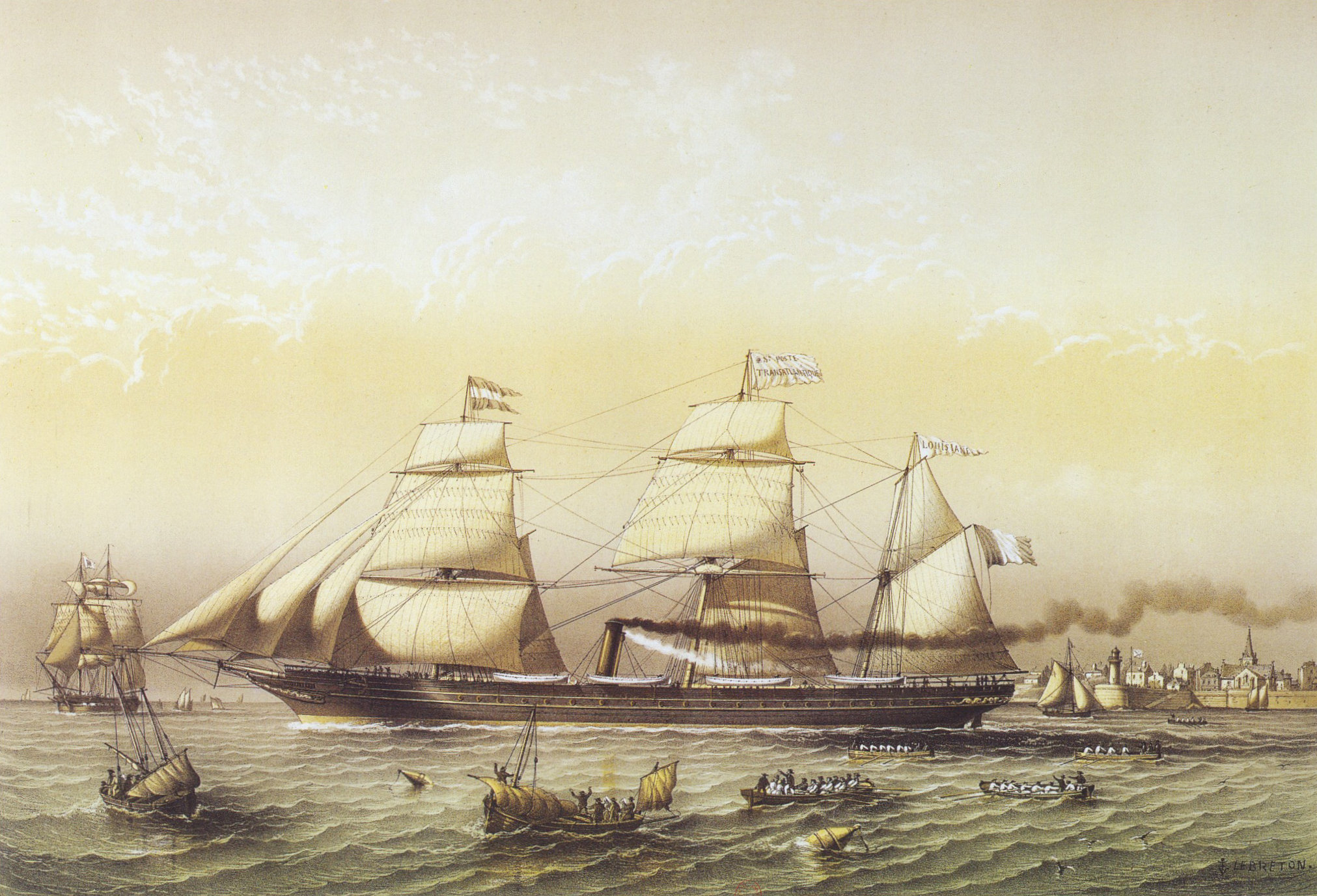
Départ de Saint-Nazaire du paquebot Louisiane pour Veracruz le 14 avril 1862, inaugurant la ligne transatlantique vers le Mexique.

#### Des débuts difficiles
En 1862, la construction du chantier est confiée au directeur du chantier naval de Greenock, un industriel écossais dénommé John Scott, qui fonde le chantier Scott à Penhoët, quartier de Saint-Nazaire. Il assure directement sur site, avec son équipe de quinze contre-maîtres anglais, la formation d'une main d’œuvre recrutée localement, majoritairement en Brière. Quatre navires sortent des cales du nouveau chantier Scott, qui reçoit l'appui financier des frères Pereire. Le 24 avril 1864, le premier navire des chantiers Scott est lancé. Il s'agit du paquebot Impératrice Eugénie, de 108 mètres de long, premier paquebot à roue à aubes d’une taille exceptionnelle pour l’époque. Mais l'euphorie est de courte durée et en 1866, le chantier, qui emploie 1800 personnes, fait faillite.

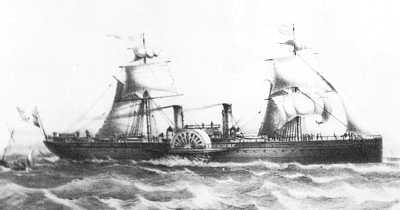
Impératrice Eugénie, lancé en 1864, premier paquebot transatlantique construit en France et premier navire issu de la construction navale à Saint-Nazaire.

#### Plusieurs chantiers
Après la faillite des chantiers Scott, il faut attendre 1869 pour que la Société des chantiers de l’Océan reprenne le flambeau de la construction navale à Saint-Nazaire. Le premier navire de ce nouveau chantier est le Ville de Brest, qui est le premier navire à hélices construit en France. Les Chantiers de L'Océan cessent dès 1870. La reprise suivante ne se fait qu'en 1881 sous le nom des « Chantiers de Penhoët ».
En 1882, les Ateliers et Chantiers de la Loire, une entreprise nantaise, s'installent à Saint-Nazaire. Les Chantiers de Penhoët et les Ateliers et Chantiers de la Loire sont approvisionnés en tôles de fonte et d'acier par les forges de Trignac, exploitées de 1879 à 1943.

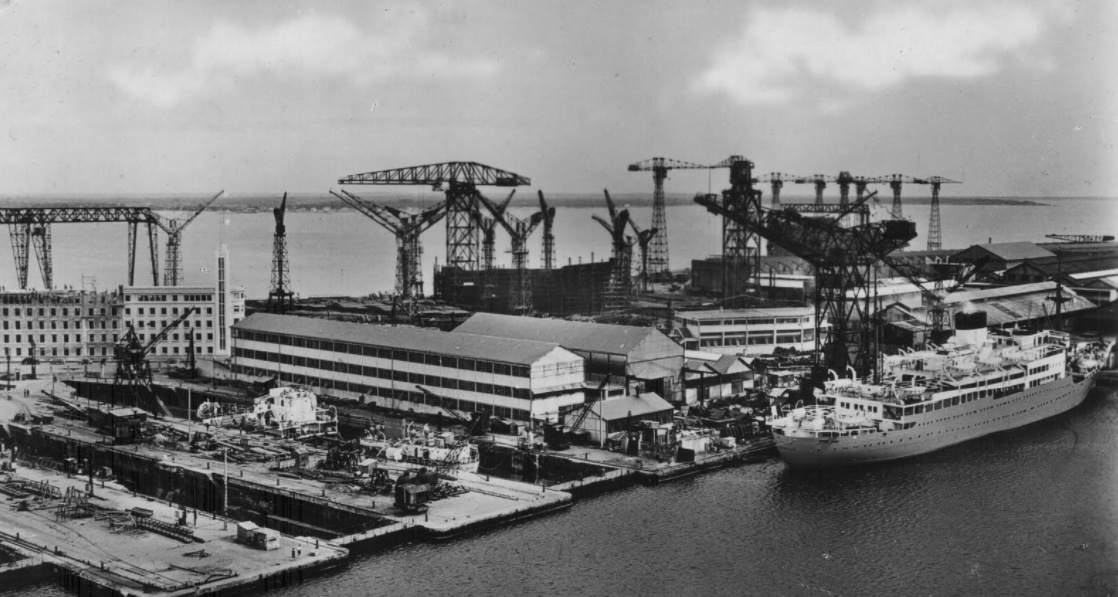
Les chantiers de Penhoët, ouverts en 1881.

#### 1914-1918: la première Guerre mondiale
La Grande Guerre implique une première grande évolution pour les chantiers. Entrainés dans l’effort de guerre, ils mettent en place de nouveaux modes de fonctionnement avec l’intégration du taylorisme et la diversification de la production (tubes à canons, fabrication de chars, etc.) permettant de faire évoluer les techniques liées à la métallurgie.

#### L'entre-deux-guerres: LeNormandie
La période d’entre-deux-guerres voit alterner des périodes de prospérité et de crises.
À l'époque, Saint-Nazaire est un port transatlantique. En effet, le port accueille des liaisons transatlantiques. Mais la période est surtout marquée par la quête du Ruban bleu ainsi la Compagnie générale transatlantique émet la volonté de construire un très grand paquebot. Cette quête représente un véritable défi pour l’industrie qui produit des navires où luxe et technologie sont les maîtres-mot. Les chantiers navals de Saint-Nazaire et du Havre sont en compétition. Un compromis est trouvé pour satisfaire tout le monde. Ce grand paquebot sera construit à Saint-Nazaire, mais Le Havre obtient les lignes transatlantiques d'Amérique du Nord (New York), Saint-Nazaire obtenant celles d'Amérique du Sud. Ainsi, Saint-Nazaire se lance en janvier 1931 dans la construction du grand paquebot Normandie, phase importante pour la construction navale à Saint-Nazaire aussi bien pour son port de Saint-Nazaire et pour la ville de Saint-Nazaire. Mais le port ne disposant pas de forme de radoub, la construction d'une immense cale sèche est décidée, elle permettra d'y accueillir le Normandie après son lancement pour les travaux de finition. Cette cale sèche, « forme Jean-Bart » appelée forme Joubert est toujours en activité, les Chantiers de l'Atlantique s'en servent, mais elle appartient au port de Saint-Nazaire. Y est également construit à l'époque un bassin des carènes permettant de réaliser des essais sur maquettes et ainsi de faire d’énormes progrès en matière d’hydrodynamisme. La réalisation du Normandie, lancé le 29 octobre 1932, donne un essor considérable à l'ensemble de la filière construction navale à Saint-Nazaire.

#### Seconde Guerre mondiale et fusion des chantiers
Saint-Nazaire n'est pas et n'a jamais été un arsenal militaire, mais l'État français et la marine militaire ont souvent commandé des bateaux de guerre aux chantiers navals de Saint-Nazaire, comme plusieurs sous-marins 1 500 tonnes dont le Casabianca.
Au milieu des années 1930, la marine commande un cuirassé, le Jean Bart. Sa construction est encore en cours quand la guerre éclate. Sa sortie des chantiers et son départ pour le Maroc est réalisée de nuit avec les Allemands aux portes de la ville. Pendant l'occupation, les Allemands se sont servis des outils industriels pour l'effort de guerre et la réparation de leur arsenal militaire (construction de la base sous-marine).
Au cours de la Seconde Guerre mondiale, Saint-Nazaire représente une menace pour les Forces Alliées. La ville abrite en effet une base sous-marine construite par les nazis où l’entretien des flottes ennemies est assuré. Les alliés décident d’organiser alors une succession de raids pour détruire la poche de Saint-Nazaire. Ces frappes intensives provoquent la destruction des infrastructures industrielles à 45 %. L'école d'apprentissage des Chantiers de Penhoët est touchée par le bombardement de Saint-Nazaire du 9 novembre 1942, entraînant le décès de 134 apprentis âgés de 14 à 17 ans sur un total de plus de 180 morts et plus de 100 blessés.
Dans la période d'après-guerre, l'état français finance une grande partie de la reconstruction du tissu industriel. Ce nouveau souffle permet la modernisation du chantier, dont l'activité s'est dirigée, pendant quelques années, sur la réparation navale. En effet, à la suite des combats, de nombreux navires étaient endommagés (Europa (le Liberté)). Les Chantiers font ensuite face aux commandes des pouvoirs publics pour la reconstruction de la flotte civile mais aussi commerciale.
En 1955, les Chantiers de la Loire et les Chantiers de Penhoët formant les Chantiers de Saint-Nazaire fusionnent pour devenir les Chantiers de l'Atlantique.

#### Chronologie
- 1856 : ouverture du premier bassin à flot de Saint-Nazaire,
- 1864 : lancement par le Chantier Scott du premier paquebot réalisé à Saint-Nazaire
- 1881 : ouverture du bassin de Penhoët du port et du chantier de Penhoët
- 1900 : Le chantier devient une filiale de la Compagnie Générale Transatlantique,
- 1955 : fusion des Ateliers et Chantiers de la Loire et des Chantiers de Penhoët, le nouveau chantier s'appelle Chantiers de l'Atlantique,
- 1983 : naissance d'Alsthom-Atlantique-Dubigeon-Normandie,
- 1987 : fermeture des Chantiers Dubigeon,
- 2006 : acquisition par Aker Yards des Chantiers de l'Atlantique,
- 2008 : acquisition par STX Offshore & Shipbuilding d'Aker Yards et des Chantiers de l'Atlantique qui deviennent STX France
- 2018 : STX France reprend son nom de Chantiers de l'Atlantique

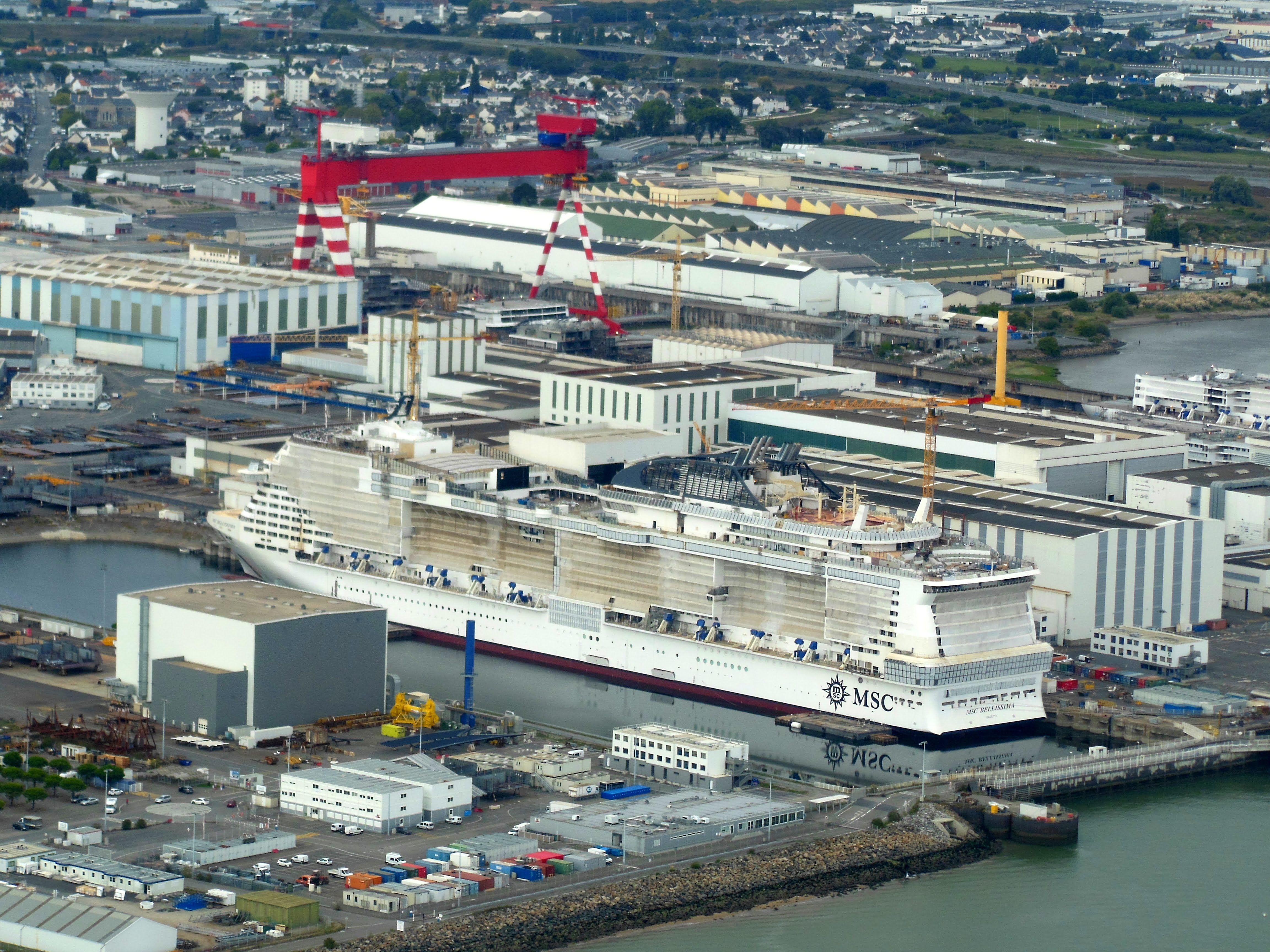
Vue aérienne des Chantiers de l'Atlantique, paquebot MSC Bellissima en construction dans la forme C.
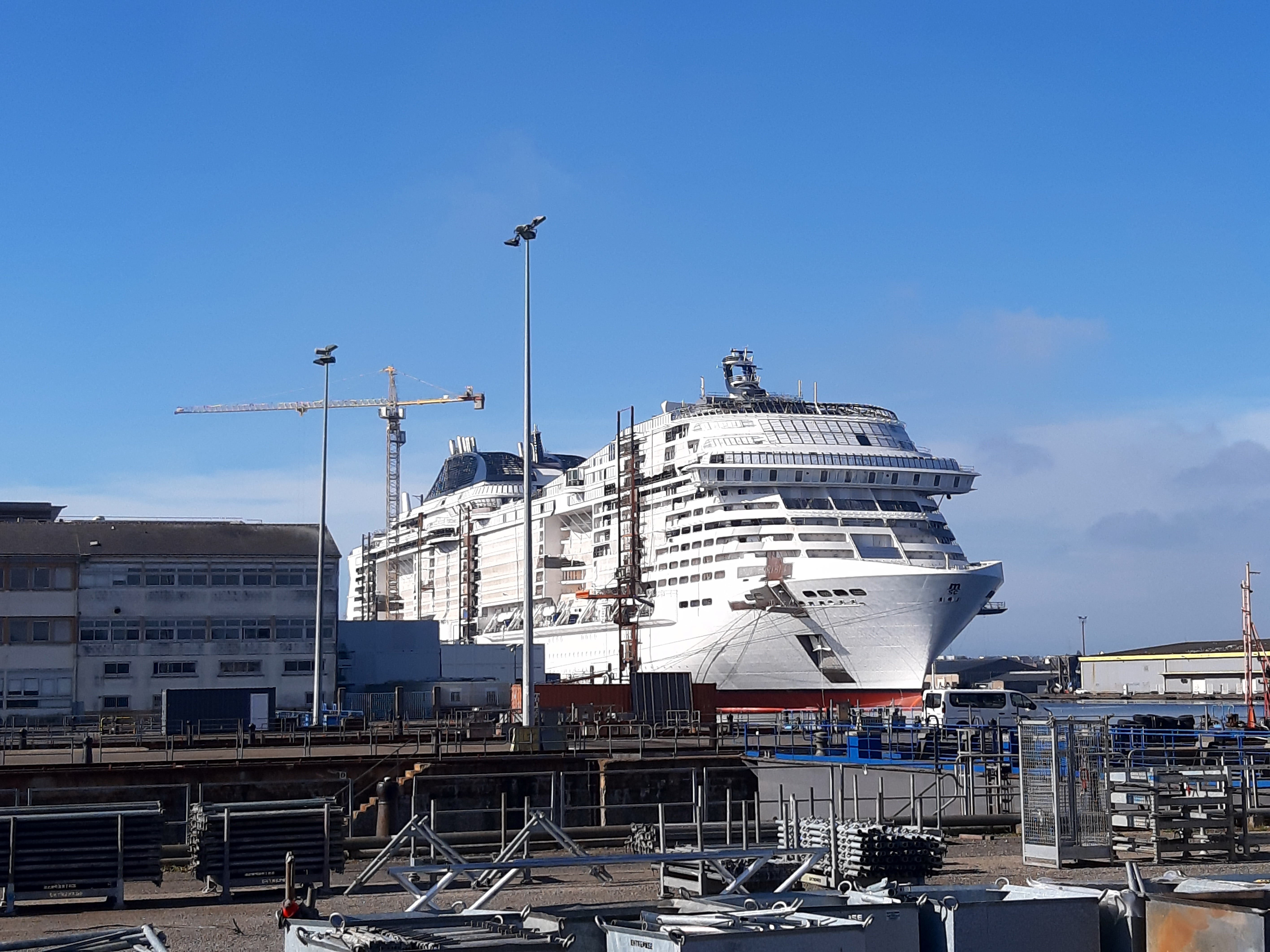
Armement au quai de Penhoët du paquebot MSC Euribia construit par les Chantiers de l'Atlantique.